# Bergkirchen

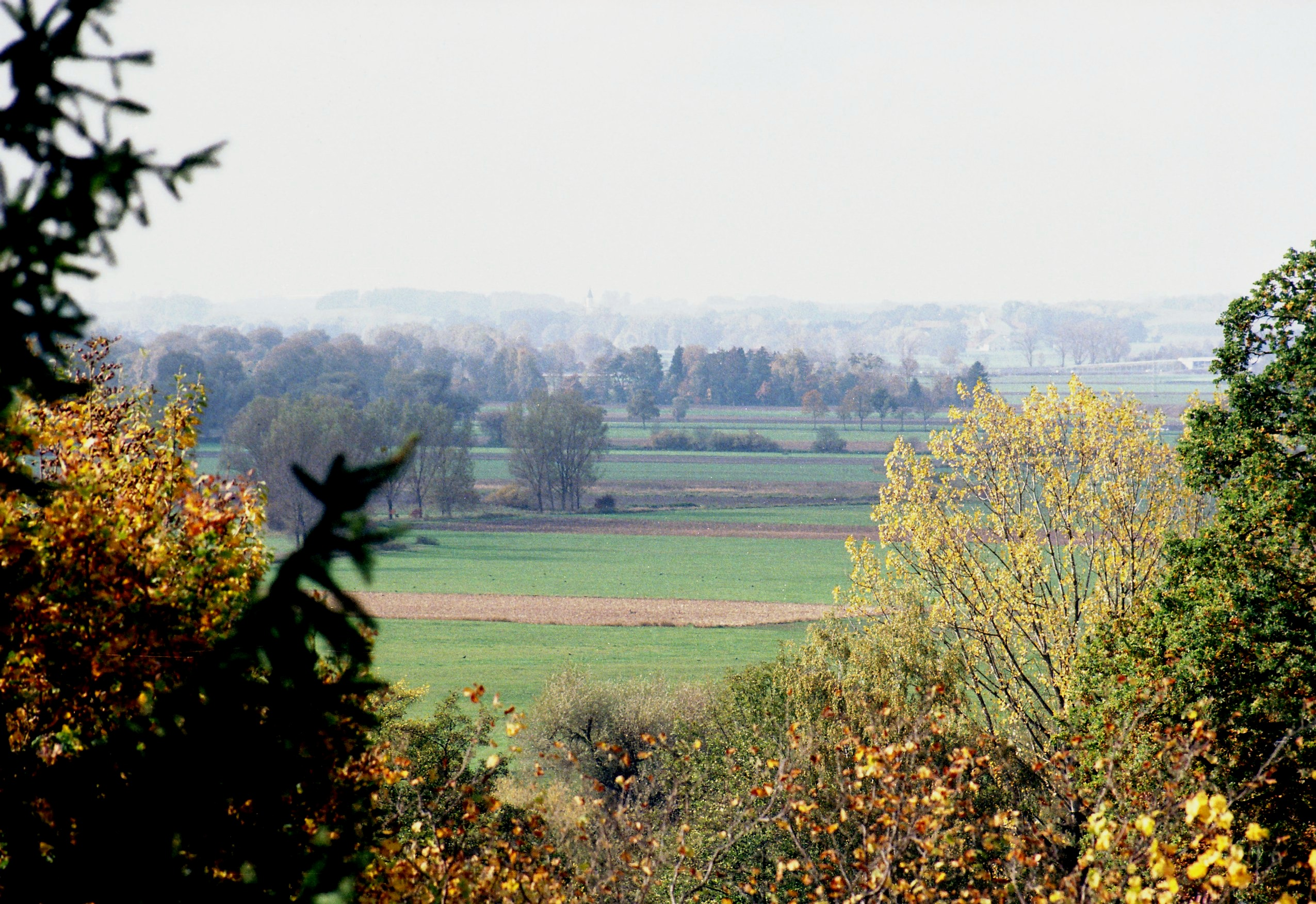
Landschaft bei Bergkirchen

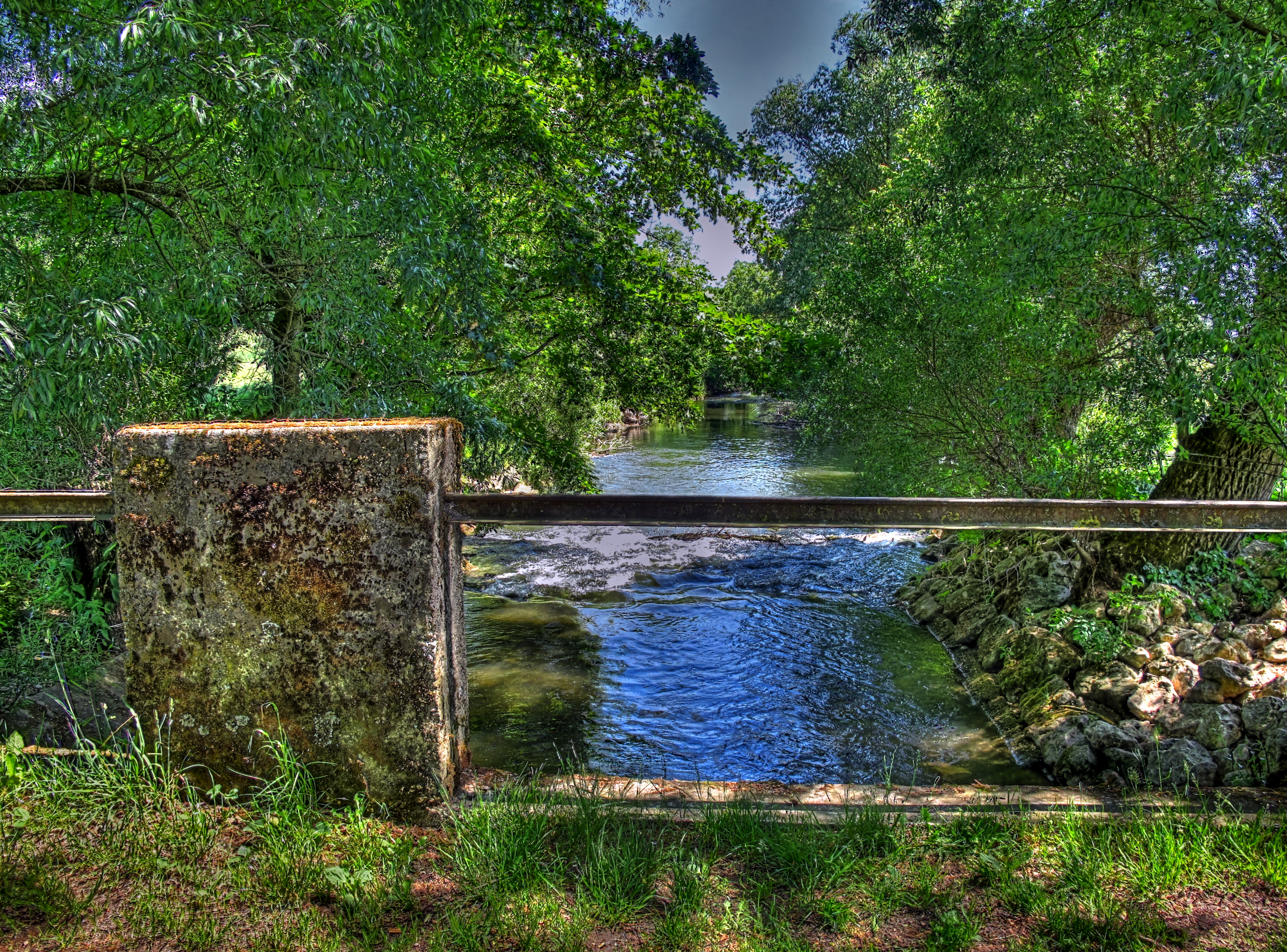
Maisach-Brücke bei Bergkirchen

Bergkirchen ist eine Gemeinde und ein Pfarrdorf im oberbayerischen Landkreis Dachau.

## Geografie

### Gemeindeteile
Es gibt 25 Gemeindeteile (in Klammern ist der Siedlungstyp angegeben):
- Bergkirchen (Pfarrdorf)
- Bergkirchen-GADA (Gewerbegebiet)
- Bergkirchen-Lus (Dorf)
- Bibereck (Dorf)
- Breitenau (Weiler)
- Deutenhausen (Kirchdorf)
- Eisolzried (Dorf)
- Eschenried (Kirchdorf)
- Facha (Weiler)
- Feldgeding (Kirchdorf)
- Gröbenried (Dorf)
- Günding (Kirchdorf)
- Heishof (Einöde)
- Hopfenau (Weiler)
- Kienaden (Einöde)
- Kreuzholzhausen (Pfarrdorf)
- Lauterbach (Kirchdorf)
- Neuhimmelreich (Dorf)
- Oberbachern (Kirchdorf)
- Palsweis (Kirchdorf)
- Priel (Weiler)
- Rennhof (Einöde)
- Ried (Weiler)
- Rodelzried (Weiler)
- Unterbachern (Kirchdorf)

### Nachbargemeinden
Unmittelbar angrenzende Gemeinden oder Städte sind:
|                                      | Schwabhausen                                                                  |                    |
| Sulzemoos                            | Kompass                                                                       | Dachau             |
| Maisach (Landkreis Fürstenfeldbruck) | Olching (Landkreis Fürstenfeldbruck), Gröbenzell (Landkreis Fürstenfeldbruck) | Karlsfeld, München |

### Topografie
Topografisch gesehen liegt der höchste Punkt des Landkreises Dachau mit 557 m ü. NHN im Biberecker Holz unweit Kreuzholzhausen.

## Geschichte

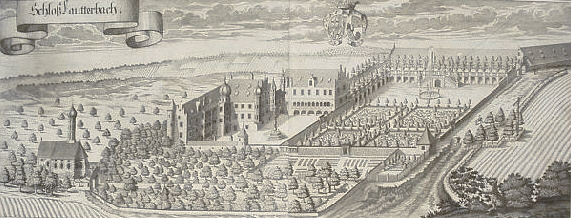
Schloss Lauterbach um 1700

### Entstehung
Im Gemeindeteil Eisolzried wurde zur Römerzeit vermutlich im 1. Jahrhundert nach Christus eine Ziegelei betrieben.
Das Urbar von Bergkirchen (842 n. Chr.) gibt Einblicke in die Organisation eines Hofes in der Mitte des 9. Jahrhunderts.

## Entwicklung

### Eingemeindungen
Im Zuge der Gebietsreform in Bayern wurden am 1. Mai 1978 die Gemeinden Eisolzried, Feldgeding, Lauterbach und Oberbachern aufgelöst und mit Gebietsteilen der aufgelösten Gemeinden Günding und Kreuzholzhausen der Gemeinde Bergkirchen zugewiesen.

### Einwohnerentwicklung
Zwischen 1988 und 2018 wuchs die Gemeinde von 5218 auf 7770 um 2552 Einwohner bzw. um 48,9 %.

## Politik

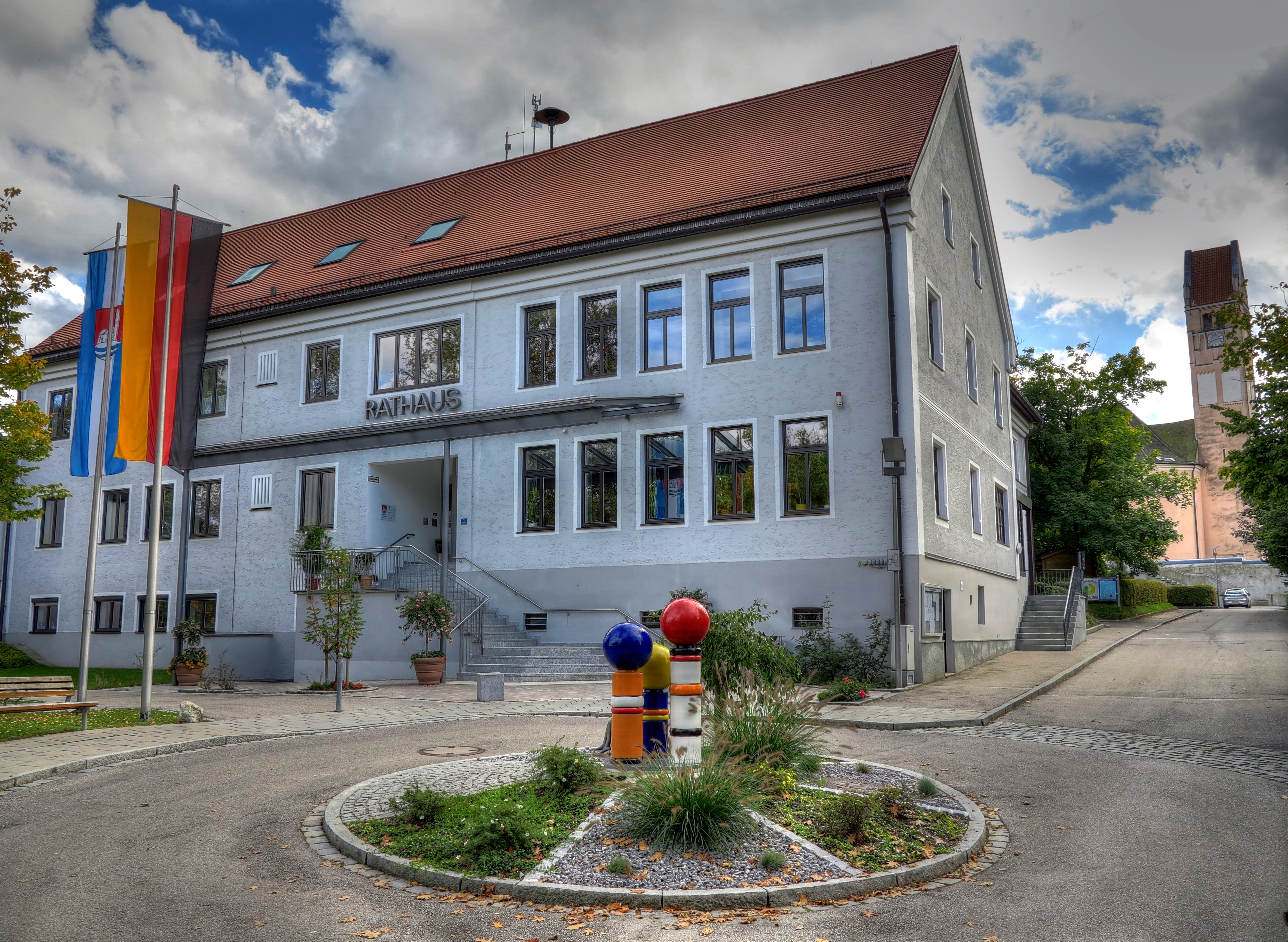
Bergkirchner Rathaus, im Hintergrund St. Johannes Baptist

### Gemeinderat
Die Kommunalwahl am 15. März 2020 führte bei einer Wahlbeteiligung von 66,01 % zu folgendem Ergebnis:
| Partei / Liste                            | Stimmenanteil | Sitze |
| CSU                                       | 24,24 %       | 5     |
| Grüne                                     | 11,37 %       | 2     |
| WG Eisolzried-Lauterbach-Kreuzholzhausen  | 21,31 %       | 4     |
| Freie Wählergruppe Bergkirchen            | 14,64 %       | 3     |
| Freie Wählergemeinschaft Feldgeding       | 9,22 %        | 2     |
| Wählergemeinschaft Bachern                | 10,63 %       | 2     |
| Wählergemeinschaft Günding/Neuhimmelreich | 08,59 %       | 2     |
| Gesamt                                    | 100 %         | 20    |

### Bürgermeister
Erster Bürgermeister ist seit 2020 Robert Axtner (CSU). Bei der Kommunalwahl 2020 wurde er mit  94,11 % der gültigen Stimmen in das Bürgermeisteramt gewählt. Robert Axtner war zuvor seit 2014 Mitglied im Gemeinderat und war von 2014 bis 2020 der 3. Bürgermeister der Gemeinde Bergkirchen.
Die Stellvertreter des Ersten Bürgermeisters sind seit 2020 die Zweite Bürgermeisterin Dagmar Wagner und der Dritte Bürgermeister Johann Groß (beide WG Eisolzried-Lauterbach-Kreuzholzhausen).

### Wappen
| | Blasonierung: „Auf rotem Grund auf einem mit zwei schmalen blauen Wellenbalken belegten silbernen Hügel die silberne Kirche von Bergkirchen in Seitenansicht.“ |
| Wappenbegründung: Die Kirche auf dem Berg redet für den Gemeindenamen und stellt die auf einem Hügel erbaute Pfarrkirche St. Johannes Baptista dar, die in ihrer heutigen Form im 18. Jahrhundert vom Architekten Johann Michael Fischer erbaut wurde. Bergkirchen ist bereits im 9. Jahrhundert als Urpfarrei nachweisbar. Die zwei blauen Wellenbalken symbolisieren die Wasserläufe Amper und Maisach. Die Tingierung in Rot und Silber ist von den Farben der ortsadeligen Herren von Eisolzried hergeleitet, die als wittelsbachische Ministerialen im 13. und 14. Jahrhundert zu umfangreichem Besitz im Dachauer Land gelangten. | |

### Mitgliedschaften
Bergkirchen ist Mitglied der im Februar 2011 gegründeten „Westallianz“, eines Kooperationsverbundes von sechs Gemeinden, die sich entlang der Autobahn A 8 zwischen München und Augsburg befinden.

## Wirtschaft und Infrastruktur
Im Gemeindegebiet von Bergkirchen liegt das Umspannwerk Oberbachern.

## Kultur und Sehenswürdigkeiten

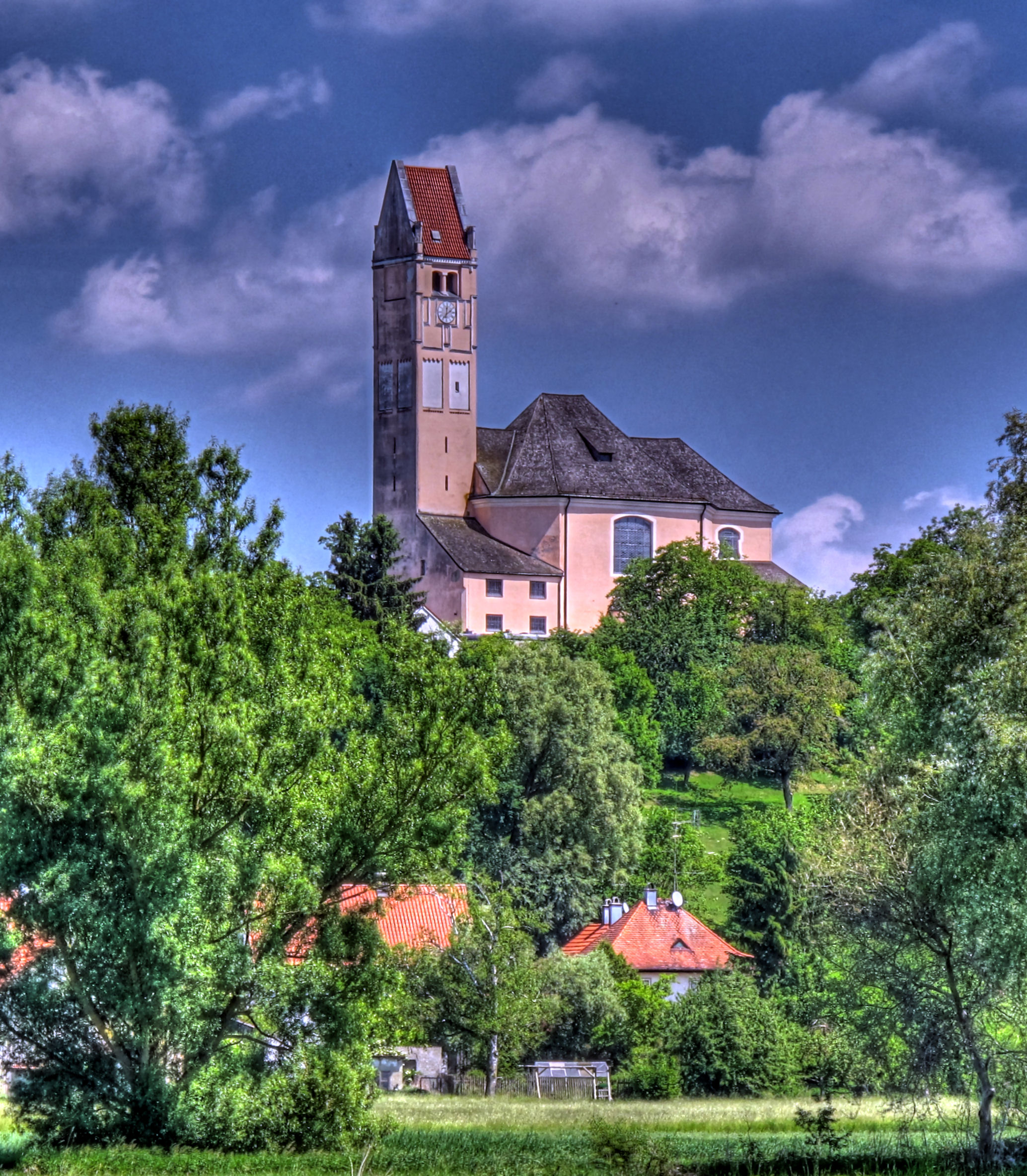
St. Johannes Baptist

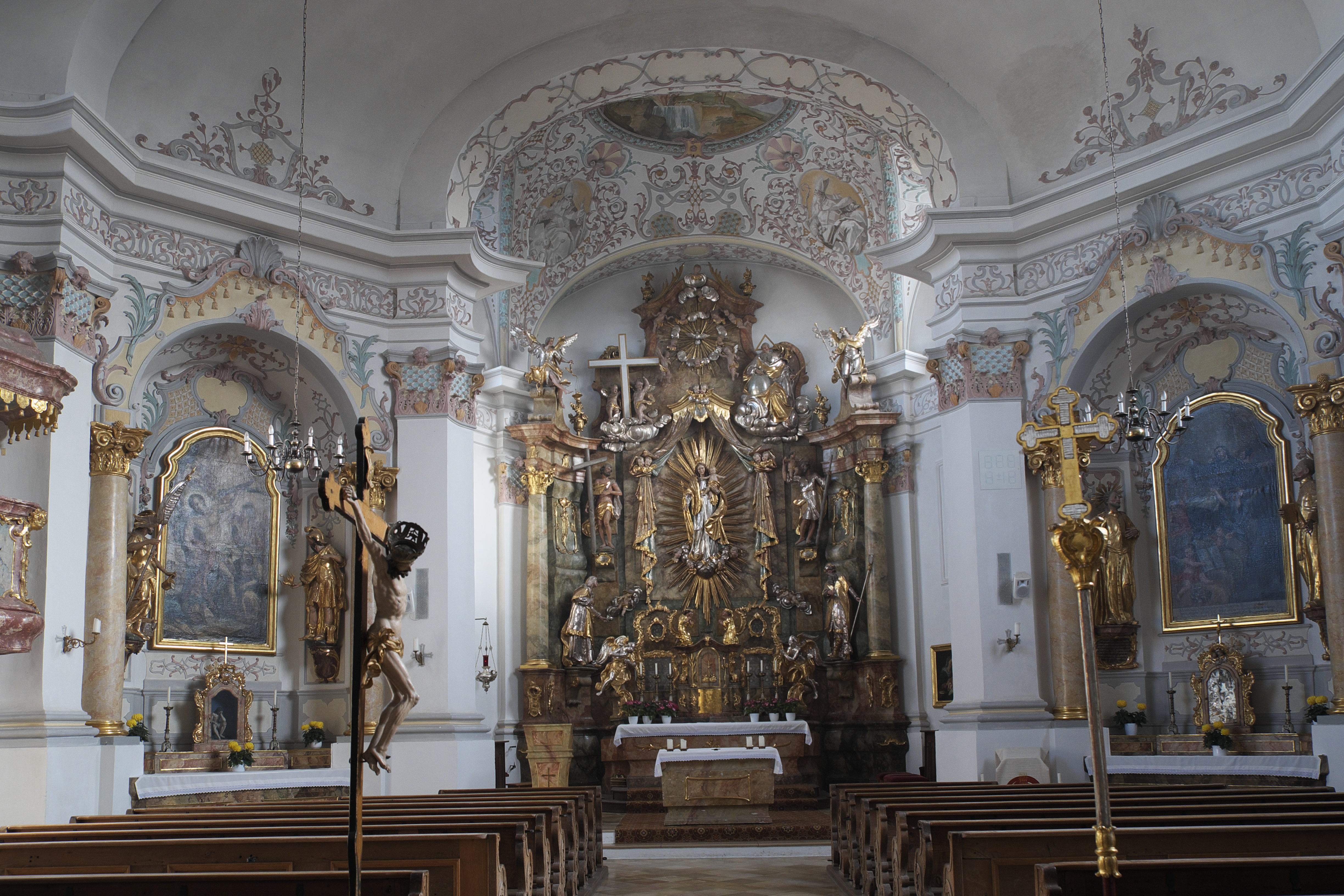
St. Johannes Baptist, Innen

### Kirchen und Schloss
- Denkmalgeschützte katholische Pfarrkirche St. Johannes Baptist, errichtet 1731–1733 von dem Münchner Baumeister Johann Michael Fischer im frühen Rokokostil
- Schloss Lauterbach
- Kirche St. Jakobus in Lauterbach, 1670
- St. Vitus in Günding, um 1300

### Theater
- Hoftheater Bergkirchen[11][12]
- Neue Werkbühne München, Tourneetheater für Schulen im Auftrag des Bayerischen Kultusministeriums[13]

### Bildungseinrichtung
- Grund- und Hauptschule mit Mittagsbetreuung

### Naturdenkmäler
- 600 bis 700 Jahre alte Schlosseiche bei Eisolzried mit einem Brusthöhenumfang von 9,6 m (2017).[14]

## Persönlichkeiten

### Ehrenbürger
- Hubert Huber (1932–2017), Bürgermeister
- Simon Landmann, Bürgermeister 2002–2020

### Andere Persönlichkeiten mit Bezug zu Bergkirchen
- Rose Kraus (1935–2020), Flüchtlingshelferin, Trägerin des Bundesverdienstkreuzes am  Bande (1. November 2004)[15], lebte im Gemeindeteil Günding
- Albin Nees (* 1939), Politiker, lebte in den 1980er Jahren im Gemeindeteil Kreuzholzhausen
- Johann Groß (* 1956), Landtagsabgeordneter